# Massachusetts Route 128
Die Massachusetts Route 128 (auch bekannt als Yankee Division Highway, ursprünglich Circumferential Highway) ist eine 57,58 mi (92,7 km) lange State Route im Bundesstaat Massachusetts der Vereinigten Staaten mit Verlauf von Süden nach Norden. Sie ist um Boston herum als Ringautobahn ausgeführt und zu etwa 60 % Teil des nationalen Interstate-Highway-Systems. Mit dem zunehmenden Wachstum der Spitzentechnologie in den Vororten entlang der Streckenführung von den 1960er bis in die 1980er Jahre hinein wurde die Route 128 selbst zu einem Symbol der High-Tech-Gesellschaft. Heute haben sich Unternehmen dieses Industriezweigs jedoch auch verstärkt entlang der benachbarten Ringautobahn Interstate 495 angesiedelt.
Von den Anwohnern wird die Route 128 gewissermaßen als Trennlinie zwischen den inneren Gemeinden der Metropolregion Greater Boston und den weiter außerhalb gelegenen Vororten angesehen. Der etwa 10 mi (16,1 km) messende Radius der Ringautobahn umfasst zudem grob das Gebiet, das im Rahmen des ÖPNV mit der MBTA erreicht werden kann. Ein Großteil der Fläche innerhalb der Route 128 war bereits vor dem Zweiten Weltkrieg entwickelt, während die Grundstücke weiter außerhalb erst in jüngerer Vergangenheit erschlossen wurden.

## Über die Route 128

### Streckenführung
Die heutige Streckenführung beginnt im Süden in Canton an der Kreuzung zur Interstate 95, die südwärts in Richtung Providence, Rhode Island weiterführt. Bis 1997 verlief die Route 128 jedoch identisch mit der Interstate 93 weiter südöstlich bis nach Braintree, von wo aus die I-93 gemeinsam mit der Massachusetts Route 3 nordwärts in Richtung des Bostoner Stadtzentrums führt. Dieser ehemalige Abschnitt der Route 128 stellt zugleich das nördliche Ende der Massachusetts Route 24 dar. Bis 1965 führte die Route 128 noch über diesen Punkt hinaus, um identisch mit der Route 3 und Route 228 bis nach Hull zu verlaufen.
Von Canton aus verläuft die Route 128 identisch zur I-95 bogenförmig im Uhrzeigersinn um Boston herum bis nach Peabody, wo sich die I-95 in Richtung Norden nach Portsmouth in New Hampshire abtrennt. Entlang dieses Abschnitts weist die Route 128 Autobahnkreuze mit den Straßen Interstate 90, Massachusetts Route 2, U.S. Highway 3 sowie mit der Interstate 93 auf. Die Zufahrtsstraßen weisen in der Regel allerdings lediglich auf die I-95 hin. Seit 1989 verläuft auf einem kurzen Teilstück im Süden bei Dedham ebenfalls der U.S. Highway 1 identisch zur Route 128.
Nachdem sich die Route 128 in Peabody von der I-95 getrennt hat, führt sie weiter ostwärts bis nach Cape Ann, wo sie an einer Kreuzung mit Anschluss an die Massachusetts Route 127 bzw. Massachusetts Route 127A in Gloucester endet.
Obwohl die Strecke zu einem großen Teil entweder identisch zur I-93 oder zur I-95 ist, bezeichnen die meisten Anwohner die gesamte Strecke als Route 128, und zwar inklusive der formal nicht mehr existenten Weiterführung südlich von Canton sowie weiterer Teile der I-95, die nicht erkennbar als Route 128 ausgewiesen sind. Dies geht zurück auf die Zeit vor der Einführung der Interstate Highways und wurde Teil der lokalen Kultur.

### Hintergrundinformationen

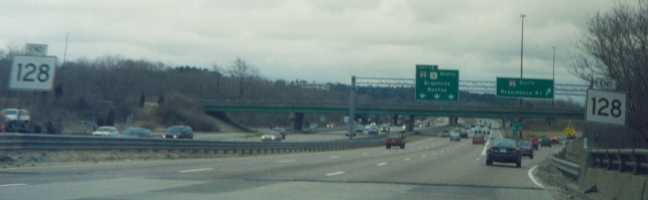
Seit 1997 endet die Route 128 in Canton dort, wo die Interstate 95 South die Ringautobahn verlässt und die Interstate 93 North beginnt. Der U.S. Highway 1 North führt weiter geradeaus.

Die Ausweisung der Strecke als Route 128 geht auf die Ursprünge des US-amerikanischen Highway-Systems in den 1920er Jahren zurück. In den 1950er Jahren verlief die Route von Nantasket Beach in Hull bis nach Gloucester. Das erste, 27 mi (43,5 km) lange Teilstück von Braintree nach Gloucester wurde im Jahr 1951 eröffnet und war damit die erste Ringautobahn – unter Berücksichtigung der Eigenschaft als Kraftfahrstraße mit den dazugehörigen Beschränkungen auf Fahrzeuge, die eine gewisse Mindestgeschwindigkeit erreichen müssen – in den Vereinigten Staaten.
Bis 1965, als die Massachusetts Route 3 nach Cape Cod fertiggestellt wurde, war das Teilstück der heutigen Route 3 zwischen den Ausfahrten 15 und 20 ebenfalls als Route 128 ausgewiesen. Das südliche Ende der Route wurde in diesem Jahr bis an die Verbindung zur Route 3 in Braintree verkürzt und das Teilstück durch Hingham bis nach Nantasket Beach als Massachusetts Route 228 neu ausgewiesen. Das Massachusetts Highway Department versuchte mehrfach, die Route 128 weiter bis zur Kreuzung mit der I-95 in Peabody zu verkürzen, scheiterte jedoch stets am Widerstand der Anlieger. Spuren dieser Versuche sind an jeder Kreuzung der Route 128 zu sehen, wo die großen Hauptschilder die Strecke als I-95 ausweisen und nur kleine Schilder am Straßenrand auf die Route 128 schließen lassen.

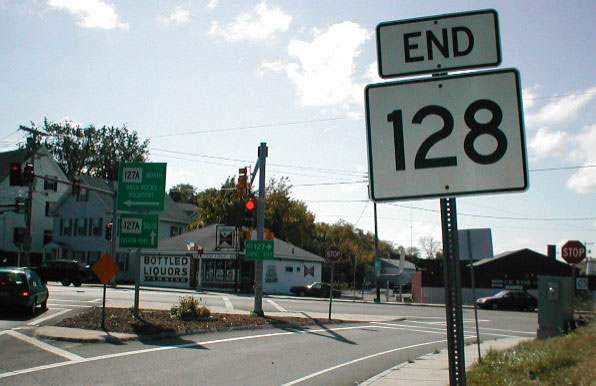
Das nördliche Ende der Route 128 liegt am Anschluss zur Route 127A in Gloucester.

Entlang des westlichen Teils der Route 128 haben sich viele Unternehmen des Hochtechnologie-Sektors angesiedelt, weshalb dieser Teil der Strecke auch als „America's Technology Highway“ bezeichnet wird.
Die Streckenführung der Route 128 beschreibt einen Bogen von mehr als 180 Grad um Boston herum, und die Fahrt auf der Straße im Uhrzeigersinn wird auch dann als „Richtung Norden“ bezeichnet, wenn man bei Ankunft am Atlantik eigentlich leicht südwärts fährt. Anwohner beschreiben dies als „Fahren in Richtung des logischen Nordens“ und das Fahren entgegen dem Uhrzeigersinn folgerichtig als „Fahren in Richtung des logischen Südens“.
Die gleichzeitige Ausweisung eines Teils der Strecke als U.S. Highway 3 liegt darin begründet, dass dieser bereits in Burlington an einer Kreuzung mit der Route 128 endet und nicht – wie bei der Planung vorgesehen – weiter südlich an der Massachusetts Route 2 in Lexington. Dieses abrupte Ende erforderte die parallele Ausweisung eines kleinen Teils der Route 128 als U.S. Highway 3, bis dieser wieder auf seine alte Streckenführung trifft. Bevor die Route 128 nach Canton verkürzt wurde, war der Verlauf der Route 128 und der dort identisch verlaufenden I-93 umgekehrt ausgewiesen, d. h. man konnte auf derselben Straße als Route 128 in Richtung  Süden und als I-93 in Richtung Norden fahren.

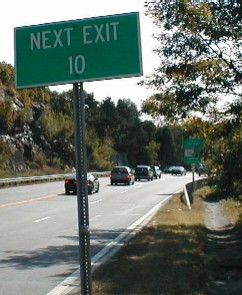
Die Ausfahrt 10 in Fahrtrichtung Norden an der niveaugleichen Kreuzung mit der Massachusetts Route 127.

Die nördlichsten Ausfahrten der Route 128 hinter der Ausfahrt 12 sind als niveaugleiche Kreuzungen ausgeführt, die sowohl mit Ampeln als auch mit Kreisverkehren realisiert sind. In den 1990er Jahren wurden die fortlaufend nummerierten Ausfahrten der Route 128 mit Bezug auf das System der I-95 neu nummeriert, wodurch die ursprüngliche Nummerierung von Gloucester bis Braintree durch eine neue ersetzt wurde, die von der Staatsgrenze zu Rhode Island bis zur Staatsgrenze zu New Hampshire reicht. Einzig die Ausfahrt 37 behielt ihre Nummer, da sie auf die Aus- und Zufahrt Nr. 37 der I-93 führt. In der Folge sind die Ausfahrten zum Teil inkonsistent und logisch nur schwer nachvollziehbar nummeriert.

### Die High-Tech-Region entlang der Strecke
Entlang der Route 128 haben sich im Laufe der Zeit viele Unternehmen des Hochtechnologie-Sektors angesiedelt, darunter Digital Equipment Corporation, Data General, Thermo Fisher Scientific, Analog Devices, Computervision, Polaroid, Sun Microsystems, BEA Systems und Raytheon. Insbesondere um die Jahrtausendwende hatte die Region jedoch mit hohen Leerständen von bis zu 27 % der Büroflächen und bis zu 44 % der Flächen für Forschungs- und Entwicklungsaktivitäten zu kämpfen.

## Geschichte

### Südlicher Circumferential Highway
Die Route 128 wurde im Jahr 1927 erstmals ausgewiesen und führte von der Anschlussstelle zur Massachusetts Route 138 in Milton um das westliche Boston herum bis zum Anschluss an die Massachusetts Route 107 in Salem und verlief dabei entlang der folgenden Strecke:
| Ort                | Straßen                                                                                        |
| ------------------ | ---------------------------------------------------------------------------------------------- |
| Milton             | Milton Street                                                                                  |
| Boston (Hyde Park) | Neponset Valley Parkway, Milton Street                                                         |
| Dedham             | Milton Street, High Street, Common Street, West Street                                         |
| Needham            | Dedham Avenue, Highland Avenue                                                                 |
| Newton             | Needham Street, Winchester Street, Centre Street, Walnut Street, Crafts Street, Waltham Street |
| Waltham            | High Street, Newton Street, Main Street (U.S. Highway 20), Lexington Street                    |
| Lexington          | Waltham Street, Massachusetts Avenue (Route 2A, heute Route 4/Route 225), Woburn Street        |
| Woburn             | Lexington Street, Pleasant Street, Montvale Avenue                                             |
| Stoneham           | Montvale Avenue, Main Street (Route 28), Elm Street                                            |
| Wakefield          | Albion Street, North Avenue, Water Street, Vernon Street, New Salem Street, Salem Street       |
| Lynnfield          | Salem Street                                                                                   |
| Peabody            | Lynnfield Street, Washington Street, Main Street                                               |
| Salem              | Boston Street                                                                                  |

1928 wurde die Route 128 von ihrem südlichen Ende aus ostwärts bis nach Quincy verlängert, wo sie an der Anschlussstelle zur Route 3 bzw. Route 3A (heute Route 3A und Route 53) endete. Dabei verlief das neue Teilstück entlang der folgenden Strecke:
| Ort    | Straßen                                                 |
| ------ | ------------------------------------------------------- |
| Quincy | Washington Street, Hancock Street, Adams Street         |
| Milton | Adams Street, Centre Street, Canton Avenue, Dollar Lane |

### Zentraler Circumferential Highway
Das erste Teilstück des Circumferential Highway, das in keiner Weise der heutigen Autobahn entsprach, bestand aus dem Abschnitt von der Route 9 in Wellesley entlang der Bostoner Südseite bis zur damaligen Route 3 (heute Route 53) in Hingham. Ein Teil dieser Strecke musste neu gebaut werden, der größte Teil wurde jedoch entlang bereits bestehender Straßenzüge geführt, die für die größere Verkehrsbelastung ausgebaut wurden.
Im Jahr 1931 erwarb das Massachusetts Department of Public Works die Rechte an einem Teil der Route 138 von Canton über Westwood, Dedham und Needham bis zur Route 9 in Wellesley. Bereits 1927 hatte Norfolk County die Rechte an einer Strecke von der Route 138 in Canton in Richtung Osten durch die Blue Hills Reservation über Milton und Quincy bis nach Braintree erworben, um die Blue Hill River Road im Anschluss an die West Street im nordwestlichen Braintree zu bauen, die wiederum bis zur Route 37 im Zentrum von Braintree führte. Der verbleibende Teil des neuen Highways von der Route 37 ostwärts bis zur heutigen Route 53 durch Braintree, Weymouth und Hingham befand sich bereits seit 1929 im Besitz des Bundesstaates.
1933 wurde der Circumferential Highway vollendet und mit Ausnahme eines Teilstücks von der Route 9 in Wellesley bis zur Highland Avenue in Needham als Massachusetts Route 128 ausgewiesen. Die vollständige Strecke des Highways umfasste damit die folgenden Straßen:
| Ort       | Straßen |
| --------- | --- |
| Hingham   | Derby Street, Old Derby Street |
| Weymouth  | Ralph Talbot Street, Park Avenue, Columbian Street                                                                                                |
| Braintree | Columbian Street, Grove Street, Washington Street (Route 37), Franklin Street (Route 37), West Street, eine Straße in den Blue Hills Reservations |
| Quincy    | eine Straße in den Blue Hills Reservations, Blue Hill River Road                                                                                  |
| Milton    | Blue Hill River Road, Hillside Street |
| Canton    | Blue Hill River Road, Royall Street, Green Lodge Street bis zur Kreuzung mit der Interstate 95                                                    |
| Westwood  | Blue Hill Drive bis zur Route 128 Station der MBTA                                                                                                |
| Needham   | Greendale Avenue, Hunting Road, Route 128 unter der Highland Avenue, Reservoir Street                                                             |
| Wellesley | heutige Kreuzung mit der Route 9 |

Zeitgleich mit der Ausweisung der Route 128 über den neuen Circumferential Highway wurde sie darüber hinaus bis nach Hull verlängert. Dieses zusätzliche Teilstück führte in südöstlicher Richtung auf der heutigen Route 53 bis zur Grenze nach Hingham und Norwell, wo die Strecke in Richtung Norden auf die heutige Route 228 in Richtung Hull abbog. Die ausgewiesene Strecke endete am südlichen Ende von Nantasket Beach.

## Beschilderung

### Aktueller Zustand

Veränderung der Beschilderung im Laufe der Zeit
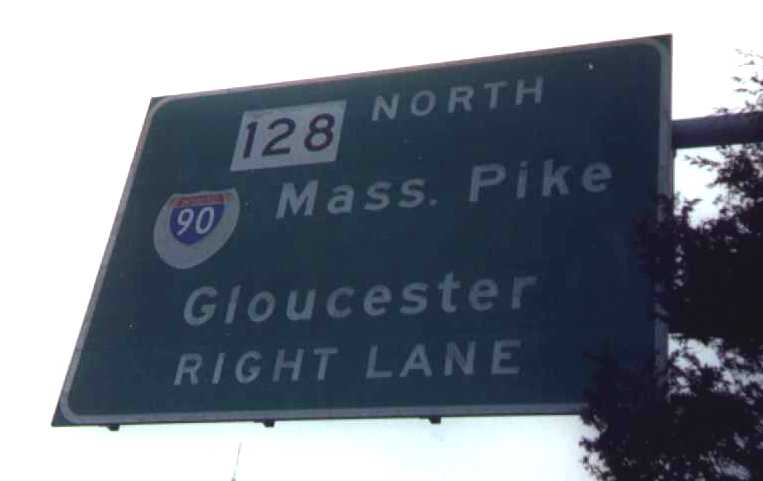
Bevor der Verlauf der I-95 in den 1970er Jahren auf die Route 128 gelegt wurde, war diese gut sichtbar ausgeschildert.
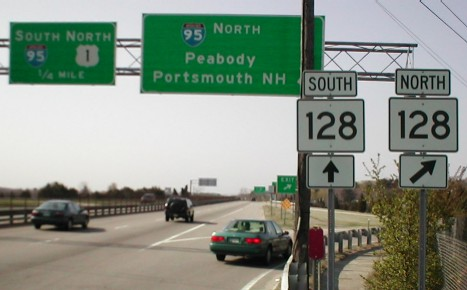
Nach der Verlagerung der I-95 auf die Strecke der Route 128 wiesen die neuen Straßenschilder nur noch auf die I-95 hin, während die Route 128 nur noch über kleinere Schilder am Straßenrand ausgezeichnet wurde.
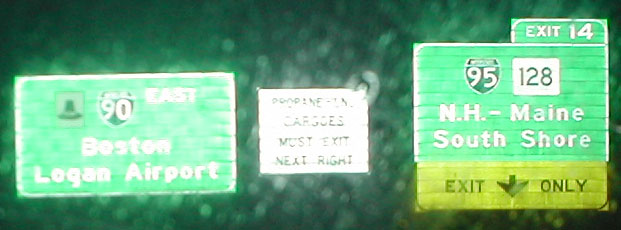
Einzig die Schilder auf dem Massachusetts Turnpike weisen heute ebenfalls auf die Route 128 hin.

### Projekte zur Verbesserung der Beschilderung
Bereits 1998 wurde mit dem sukzessiven Austausch der teilweise bis zu 25 Jahre alten Straßenschilder begonnen. In einem ersten Schritt wurden im Rahmen eines 1,1 Millionen US-Dollar umfassenden Projekts bis in das Jahr 2002 hinein alle Schilder zwischen Reading und Lynnfield ersetzt. 2005 und 2006 folgten dann die Schilder von Peabody bis Gloucester, was insgesamt 2,2 Millionen US-Dollar kostete, und 2008 bzw. 2009 wurden für weitere 1,4 Millionen Dollar Schilder in Peabody sowie noch übrig gebliebene in Lynnfield ausgetauscht. In den Jahren 2010 und 2011 konnten mit Hilfe von Bundesmitteln in Höhe von 2,9 Millionen Dollar alle Schilder auf der Route 128 von der Anschlussstelle zum U.S. Highway 3 in Lexington bis zur Kreuzung mit der I-93 in Reading ersetzt werden.
Für Ende 2012 ist ein weiteres Projekt mit einem Budget von 4,5 Millionen US-Dollar geplant, das alle Schilder auf der Route 128 beginnend am Anschluss zur Massachusetts Route 9 in Wellesley bis zur Abfahrt auf die Route 4/Route 225 in Lexington erneuern soll. Dies wurde von der lokalen Presse vorwiegend als Geldverschwendung bezeichnet; immerhin könne man dann, solange man im Stau stehe, wunderschöne neue Straßenschilder anstarren.
Der Abschluss der Arbeiten ist allerdings erst mit einem für das Jahr 2014 vorgesehenen Projekt geplant, in dem Straßenschilder von der Highland Avenue in Needham bis zur Massachusetts Route 109 in Dedham ersetzt werden. Die Schilder zwischen der I-95 und der US 1 wurden bereits 2010 und der größte Teil der Schilder zwischen der I-95 und der Massachusetts Route 24 im Dezember 2011 ersetzt.

## Liste der Ausfahrten
Aufgrund der bewegten Geschichte der Strecke ist die Nummerierung der Ausfahrten inkonsistent und teilweise nur schwer nachvollziehbar. Die folgenden Angaben entsprechen der Streckenführung im Jahr 2012.
| County                       | Ort                           | Ausfahrt                     | Anschlussverbindungen                                     | Bemerkungen |
| Südliches Ende der Route 128 | Südliches Ende der Route 128  | Südliches Ende der Route 128 | Südliches Ende der Route 128                              | Südliches Ende der Route 128 |
| ---------------------------- | ----------------------------- | ---------------------------- | --------------------------------------------------------- | --- |
| Norfolk                      | Canton                        | 1                            | I-93 / I-95 / US 1 – Norwood, Canton                      | Die I-95 führt weiter in Richtung Süden bis nach Providence (Rhode Island), die I-93 und US 1 führen auf identischer Strecke weiter in Richtung Osten bis Braintree.       |
| Norfolk                      | Dedham                        | 13                           | University Avenue                                         | |
| Norfolk                      | Westwood                      | 14                           | East Street, Canton Street                                | |
| Norfolk                      | Dedham                        | 15                           | US 1 South, MA 1A – Dedham, Norwood                       | Ausgewiesen als Ausfahrten 15A und 15B |
| Norfolk                      | Dedham                        | 16                           | MA 109 South – Westwood                                   | Ausgewiesen als Ausfahrten 16A und 16B |
| Norfolk                      | Dedham                        | 17                           | MA 135 – Needham, Natick                                  | |
| Norfolk                      | Needham                       | 18                           | Great Plain Avenue – Dedham, West Roxbury                 | |
| Norfolk                      | Needham                       | 19                           | Highland Avenue – Newton Highlands                        | Ausgewiesen als Ausfahrten 19A und 19B |
| Norfolk                      | Wellesley                     | 20                           | MA 9 – Brookline, Boston, Framingham, Worcester           | Ausgewiesen als Ausfahrten 20A und 20B |
| Middlesex                    | Newton                        | 21                           | MA 16 – Waban, Wellesley                                  | Ausgewiesen als Ausfahrten 21 (nördliche Fahrtrichtung) und 21A (südliche Fahrtrichtung)                                                                                   |
| Middlesex                    | Newton                        | 22                           | Grove Street – Auburndale                                 | |
| Middlesex                    | Weston                        | 23                           | Recreation Road                                           | Nur Ausfahrt in nördlicher Fahrtrichtung |
| Middlesex                    | Weston                        | 25                           | I-90 (Massachusetts Turnpike) – Worcester                 | In nördlicher Fahrtrichtung liegt die Ausfahrt 25 vor der Ausfahrt 24 |
| Middlesex                    | Weston                        | 24                           | MA 30 – Newton, Wayland                                   | |
| Middlesex                    | Waltham                       | 26                           | US 20 – Weston                                            | |
| Middlesex                    | Waltham                       | 27                           | Totten Pond Road / Wyman Street / Winter Street – Waltham | Ausgewiesen als Ausfahrten 27A und 27B |
| Middlesex                    | Waltham                       | 28                           | Trapelo Road – Belmont, Lincoln                           | In nördlicher Fahrtrichtung ausgewiesen als Ausfahrten 28A und 28B |
| Middlesex                    | Lexington                     | 29                           | MA 2 – Arlington, Cambridge, Acton, Fitchburg             | Ausgewiesen als Ausfahrten 29A und 29B |
| Middlesex                    | Lexington                     | 30                           | MA 2A – East Lexington, Concord, Hanscom Field            | Ausgewiesen als Ausfahrten 30A und 30B |
| Middlesex                    | Lexington                     | 31                           | MA 4 / MA 225 – Bedford                                   | Ausgewiesen als Ausfahrten 31A und 31B |
| Middlesex                    | Burlington                    | 32A                          | US 3 North – Lowell, Nashua                               | Die US 3 vereint sich mit der Route 128 in nördlicher und verlässt sie in südlicher Fahrtrichtung                                                                          |
| Middlesex                    | Burlington                    | 32B                          | Middlesex Turnpike – Arlington                            | |
| Middlesex                    | Burlington                    | 33                           | US 3 South / MA 3A North – Winchester, Billerica          | Ausgewiesen als Ausfahrten 33A und 33B; Die US 3 vereint sich mit der Route 128 in südlicher und verlässt sie in nördlicher Fahrtrichtung                                  |
| Middlesex                    | Burlington                    | 34                           | Winn Street – Woburn, Billerica                           | |
| Middlesex                    | Woburn                        | 35                           | MA 38 – Wilmington                                        | |
| Middlesex                    | Woburn                        | 36                           | Washington Street – Winchester                            | |
| Middlesex                    | Reading                       | 37                           | I-93 – Boston, Concord                                    | Ausgewiesen als Ausfahrten 37A und 37B |
| Middlesex                    | Reading                       | 38                           | MA 28 – Stoneham                                          | Ausgewiesen als Ausfahrten 38A und 38B |
| Middlesex                    | Wakefield                     | 39                           | North Avenue – Reading                                    | |
| Middlesex                    | Wakefield                     | 40                           | MA 129 – Wilmington, Wakefield                            | |
| Essex                        | Lynnfield                     | 41                           | Main Street – Lynnfield, Wakefield                        | |
| Middlesex                    | Wakefield                     | 42                           | Salem Street                                              | |
| Essex                        | Lynnfield                     | 43                           | Walnut Street – Saugus, Lynn                              | |
| Essex                        | Peabody                       | 44                           | US 1 / MA 129 – Boston, Danvers                           | In nördlicher Fahrtrichtung ausgewiesen als Ausfahrten 44A und 44B |
| Essex                        | Peabody                       | 45/ 29                       | I-95 North – Portsmouth                                   | Ausfahrt 29 existiert nur in südlicher Fahrtrichtung, in nördlicher Fahrtrichtung ist sie als Nr. 45 ausgewiesen; Ende des identischen Verlaufs der Route 128 mit der I-95 |
| Essex                        | Peabody                       | 28                           | Forest Street / Centennial Drive                          | |
| Essex                        | Peabody                       | 26                           | Lowell Street – Salem                                     | Die frühere Ausfahrt 27 existiert nicht mehr |
| Essex                        | Peabody                       | 25                           | MA 114 – Salem, Marblehead, Middleton                     | Ausgewiesen als Ausfahrten 25A und 25B |
| Essex                        | Danvers                       | 24                           | Endicott Street                                           | |
| Essex                        | Danvers                       | 23                           | MA 35 – Salem                                             | |
| Essex                        | Danvers                       | 22                           | MA 62 – Beverly, Middleton                                | |
| Essex                        | Danvers                       | 21                           | Conant Street / Trask Lane / Wayside Drive                | |
| Essex                        | Beverly                       | 20                           | MA 1A – Hamilton                                          | Ausgewiesen als Ausfahrten 20A und 20B |
| Essex                        | Beverly                       | 19                           | Sohier Road / Brimbal Avenue                              | |
| Essex                        | Beverly                       | 18                           | MA 22 – Essex, Wenham                                     | |
| Essex                        | Wenham                        | 17                           | Grapevine Road – Beverly Farms, Prides Crossing           | |
| Essex                        | Manchester                    | 16                           | Pine Street – Magnolia                                    | |
| Essex                        | Manchester                    | 15                           | School Street – Magnolia                                  | |
| Essex                        | Gloucester                    | 14                           | MA 133 – West Gloucester, Essex, Ipswich                  | |
| Essex                        | Gloucester                    | 13                           | Concord Street – Wingaersheek Beach                       | |
| Essex                        | Gloucester                    | 12                           | Rust Island Road / Biskie Head Point / Causeway Street    | |
| Essex                        | Gloucester                    |                              | MA 127 / Washington Street – Annisquam, Pidgeon Cove      | Kreisverkehr Grant Circle; in logisch nördlicher Fahrtrichtung sind die Ausfahrten ab hier nicht mehr nummeriert.                                                          |
| Essex                        | Gloucester                    |                              | School House Road / Dory Road                             | Kreisverkehr Blackburn Circle |
| Essex                        | Gloucester                    |                              | MA 127 – Manchester, Rockport                             | niveaugleiche Straßenkreuzung |
| Essex                        | Gloucester                    |                              | MA 127A – Rockport                                        | niveaugleiche T-Kreuzung |
| Essex                        | Nördliches Ende der Route 128 |                              |                                                           | |

## In der Popkultur
In den beiden Alternative-Rock-Songs Roadrunner von The Modern Lovers sowie Blue Thunder von Galaxie 500 kommt die Route 128 vor.